# 時不変系
時不変系（じふへんけい、英語: time-invariant system）は、その出力が時間に明示的に依存していない系である。入力信号 {\displaystyle x} によって出力 {\displaystyle y} が生成されるとき、時間をシフトさせた入力 {\displaystyle t\mapsto x(t+\delta )} では出力も {\displaystyle t\mapsto y(t+\delta )} となり、同じだけ時間をシフトしたものとなる。
形式的には、{\displaystyle S} をシフト作用素としたとき（{\displaystyle S_{\delta }x(t)=x(t-\delta )}）、次が成り立つ {\displaystyle T} を時不変作用素と呼ぶ。
{\displaystyle T(S_{\delta }x)=S_{\delta }(Tx)}
この属性は、系の伝達関数が時間の関数ではなく、入力と出力だけで表される場合に満足される。また、概略的に表すと次のようになる。
系が時不変であるとき、その系のブロックは任意の遅延について可換である。

## 単純な例
系が時不変かどうかを判定する例を示すため、次の2つの系を考える。
- 系 A: {\displaystyle y(t)=t\cdot x(t)}
- 系 B: {\displaystyle y(t)=10\cdot x(t)}

系 A は {\displaystyle x(t)} と {\displaystyle y(t)} 以外の部分で明示的に t に依存しているので、時変である。一方系 B は明示的に t に依存していないので、時不変である。

## 形式的な例
次に A と B の系がなぜ上述のように言えるのかを、形式的な証明によって示す。証明するために、第二の定義（系が時不変であるとき、その系のブロックは任意の遅延について可換である）を利用する。
系 A:
遅延のある入力 {\displaystyle x_{d}(t)=\,\!x(t+\delta )} を与えると、次のようになる。
{\displaystyle y_{1}(t)=t\,x_{d}(t)=t\,x(t+\delta )}
ここで出力を {\displaystyle \delta } のぶんだけ遅延させる。
{\displaystyle y(t)=t\,x(t)}
{\displaystyle y_{2}(t)=\,\!y(t+\delta )=(t+\delta )x(t+\delta )}
{\displaystyle y_{1}(t)\,\!\neq y_{2}(t)} であることは明らかであり、従ってこの系は時不変ではない。
系 B:
遅延のある入力 {\displaystyle x_{d}(t)=\,\!x(t+\delta )} を与えると、次のようになる。
{\displaystyle y_{1}(t)=10\,x_{d}(t)=10\,x(t+\delta )}
ここで出力を {\displaystyle \delta } のぶんだけ遅延させる。
{\displaystyle y(t)=10\,x(t)}
{\displaystyle y_{2}(t)=y(t+\delta )=10\,x(t+\delta )}
{\displaystyle y_{1}(t)=\,\!y_{2}(t)} であることは明らかであり、従ってこの系は時不変である。他にも証明方法はあるが、これが最も容易である。

## 抽象的な例
シフト作用素を {\displaystyle \mathbb {T} _{r}} と表す。ここで、{\displaystyle r} はベクトルの添え字群がシフトされるべき量である。例えば、"advance-by-1" 系
{\displaystyle x(t+1)=\,\!\delta (t+1)*x(t)}
は、ここでの抽象的記法では次のようになる。
{\displaystyle {\tilde {x}}_{1}=\mathbb {T} _{1}\,{\tilde {x}}}
ここで、{\displaystyle {\tilde {x}}} は次の式で与えられる関数である。
{\displaystyle \forall t\in \mathbb {R} \ {\tilde {x}}=x(t)}
シフトされた出力となる系は次のようになる。
{\displaystyle \forall t\in \mathbb {R} \ {\tilde {x}}_{1}=x(t+1)}
従って {\displaystyle \mathbb {T} _{1}} は入力ベクトルを 1 だけ進める作用素である。
ここで、系を作用素 {\displaystyle \mathbb {H} } で表す。この系が時不変であるのは、この作用素とシフト作用素の間で交換法則が成り立つ場合である。すなわち、
{\displaystyle \forall r\ \mathbb {T} _{r}\,\mathbb {H} =\mathbb {H} \,\mathbb {T} _{r}}
系の方程式が次のようであるとする。
{\displaystyle {\tilde {y}}=\mathbb {H} \,{\tilde {x}}}
この系が時不変であるとは、系の作用素 {\displaystyle \mathbb {H} } を {\displaystyle {\tilde {x}}} に適用してからシフト作用素 {\displaystyle \mathbb {T} _{r}} を適用した場合と、シフト作用素 {\displaystyle \mathbb {T} _{r}} を適用してから系の作用素 {\displaystyle \mathbb {H} } を適用した場合で、結果が等価となる場合である。
系の作用素を先に適用すると、次のようになる。
{\displaystyle \mathbb {T} _{r}\,\mathbb {H} \,{\tilde {x}}=\mathbb {T} _{r}\,{\tilde {y}}={\tilde {y}}_{r}}
シフト作用素を先に適用すると、次のようになる。
{\displaystyle \mathbb {H} \,\mathbb {T} _{r}\,{\tilde {x}}=\mathbb {H} \,{\tilde {x}}_{r}}
従って、系が時不変なら次が成り立つ。
{\displaystyle \mathbb {H} \,{\tilde {x}}_{r}={\tilde {y}}_{r}}